# Kris Alaniz
Kris Alaniz (1989) es una rapera, cantante, beatmaker y productora argentina, considerada una de las mayores referentes del género por los medios especializados. Hace rap y música desde que tenía 16. Nació en Catamarca y su formación musical y su proyección se desarrollaron en la escena del hip hop cordobés, aunque luego se trasladó a Buenos Aires.

## Trayectoria
Editó dos discos con letras comprometidas, relacionadas con su activismo y la realidad social. Sacó el primer compilado de rap argentino con 16 mujeres como protagonistas.
Oriunda de la provincia de Catamarca, vivió en distintas provincias de Argentina. Se radicó en Buenos Aires, donde trabajó en distintas producciones musicales.
Sus discos utilizan varios estilos musicales y sus letras critican a la realidad social de su país. Además, Alaniz fue conductora del programa de radio "Derrape", en FM Oktubre, propiedad del Grupo P/12.

## Discos
- 2017. Vagabunda Original[21]

- 2016. Malas Lenguas[22]

- 2015. Conexión Natural[23][24]